# Microsoma
I microsomi sono artefatti cellulari vescicolari derivati dalla frammentazione in laboratorio del reticolo endoplasmatico. Per definizione non sono presenti nelle cellule viventi.
Si ottengono in seguito alla centrifugazione differenziale a 100.000 g per 60 minuti di un preparato citologico e  hanno una dimensione compresa tra i 16 e i 105 nm. Questi derivano da strutture realmente presenti nella cellula, ovvero i ribosomi e le vescicole lisce e ruvide del reticolo endoplasmatico.
I microsomi contengono gli enzimi che caratterizzano queste strutture, in particolare quelli del sistema delle monoossigenasi CYP-dipendenti, e possono essere pertanto utilizzati per lo studio della sua funzione. Altri enzimi contenuti sono quelli relativi al sistema della monoossigenasi contenente flavina (FMO) e della cicloossigenasi.
Tramite questa metodica possono essere rilevati anche enzimi citosolici, quali idrolasi ed enzimi responsabili della coniugazione epatica, ovvero glutatione transferasi, glucuronato reduttasi, acetilasi, metil transferasi e zolfo transferasi.